# Dynoides daguilarensis
Dynoides daguilarensis är en kräftdjursart som beskrevs av Li 2000. Dynoides daguilarensis ingår i släktet Dynoides och familjen klotkräftor. Inga underarter finns listade i Catalogue of Life.